# Список соціалістичних країн

## Наявні комуністичні країни
1. Північна Корея
2. Куба
3. Китайська Народна Республіка
4. Соціалістична Республіка В'єтнам
5. Лаоська Народно-Демократична Республіка

## Наявні некомуністичі соціалістичні країни
1. Шрі-Ланка.
2. М'янма (можливо, до 2021 року, після військова диктатура).

## Колишні соціалістичні держави
1. Польська Народна Республіка
2. Чехословацька Соціалістична Республіка
3. Угорська Народна Республіка
4. Соціалістична Республіка Румунія
5. Народна Республіка Болгарія (1947—1989)
6. Соціалістична Федеративна Республіка Югославія
7. Народна Соціалістична Республіка Албанія (1946—1961)
8. Німецька Демократична Республіка
9. Союз Радянських Соціалістичних Республік
10. Угорська Радянська Республіка

## Радянські соціалістичні республіки

### Республіки СРСР на час розпаду
СРСР на час розпаду поділявся на 15 радянських соціалістичних республік. у складі яких перебували 20 автономних радянських соціалістичних республік, 8 автономних областей, 10 автономних округів, 6 країв, 123 області, 3 255 районів.
| 1956–1991 | 1956–1991 | 1956–1991           | 1956–1991 | 1956–1991 |
| --------- | --------- | ------------------- | --------- | --------- |
|           | Прапор    | Республіка          | Столиця   |           |
| 1         |           | Азербайджанська РСР | Баку      |           |
| 2         |           | Вірменська РСР      | Єреван    |           |
| 3         |           | Білоруська РСР      | Мінськ    |           |
| 4         |           | Грузинська РСР      | Тбілісі   |           |
| 5         |           | Казахська РСР       | Алма-Ата  |           |
| 6         |           | Киргизька РСР       | Фрунзе    |           |
| 7         |           | Латвійська РСР      | Рига      |           |
| 8         |           | Литовська РСР       | Вільнюс   |           |
| 9         |           | Молдавська РСР      | Кишинів   |           |
| 10        |           | Російська РФСР      | Москва    |           |
| 11        |           | Таджицька РСР       | Душанбе   |           |
| 12        |           | Туркменська РСР     | Ашгабад   |           |
| 13        |           | Узбецька РСР        | Ташкент   |           |
| 14        |           | Українська РСР      | Київ      |           |
| 15        |           | Естонська РСР       | Таллінн   |           |

### Республіки, що існували на території СРСР
1. Карело-Фінська Радянська Соціалістична Республіка